# Audi R8C
L'Audi R8C est une voiture de compétition faisant partie de la catégorie LMGTP construite pour les 24 Heures du Mans 1999. Il s'agit d'un prototype fermé conçu par Peter Elleray. Il fut développé parallèlement au prototype ouvert, l'Audi R8R spyder, qui devint par la suite la toute nouvelle Audi R8 en 2000.

## Développement
En 1998, lors de l'annonce d'Audi de participer aux 24 Heures du Mans, le plan d'origine est de développer un prototype ouvert, l'Audi R8R. Cependant, la forte domination des prototypes de catégorie GT1 aux 24 Heures du Mans 1998, l'Automobile Club de l'Ouest a décidé de modifier le règlement pour créer une nouvelle catégorie, les LMGTP, qui ne serait plus de surpuissantes GT, mais des prototypes fermés.
Au vu de ce changement de réglementation, Audi décide de développer un prototype de type LMGTP, ce qui oblige ainsi à redessiner une voiture à partir d'une copie quasiment vierge, considérablement différente de l'Audi R8R. Avec l'aide du nouveau partenaire d'Audi, le Racing Technology Norfolk, le designer Tony Southgate s'occupe du nouveau prototype alors que la version ouverte est à la charge du constructeur italien Dallara.
Les Audi R8C et R8R utilisent toutes les deux le même moteur, le V8 de 3,6 litres turbo-compressé mais avec un aérodynamisme radicalement différent. Pendant que la LMP900 possède de nombreuses prises au vent sur la partie frontale, la plupart de ces prises d'air se situent sur les côtés de la version fermée. Le nouveau règlement LMGTP a pour vocation d'améliorer la vitesse de ces protos réduisant le diamètre des roues par rapport aux protos ouverts. L'Audi R8C utilise donc des arches de roues plus étroites pour améliorer son efficacité aérodynamique.
Au niveau du cockpit, la R8C possède un pare-brise qui s'étend très loin vers le nez. Pour le toit, la hauteur est la plus basse possible en fonction de la position du pilote et de ce que permet le règlement. Elle fut abaissée au minimum, ce qui entraine l'apparition de deux bosses sur le toit pour améliorer au maximum l'efficacité aérodynamique de l'aileron arrière. Le cockpit s'étend également très loin derrière pour maximiser l'appui aérodynamique sur l'aileron arrière.

## Histoire en course
Deux R8C sont engagées au 24 Heures du Mans 1999, sous la bannière d'Audi Sport UK, contrairement aux R8R engagées par le Team Joest. La n°9 est confiée à Stefan Johansson, Stéphane Ortelli et Christian Abt, tandis que la n°10 est pilotée par James Weaver, Andy Wallace et Perry McCarthy.
À l'inverse de la R8R qui a réalisé plusieurs séances d'essais avant son apparition en course, la R8C n'a pas réalisé beaucoup d'essais avant le mois de mai et les 24 Heures. Ainsi, lors des essais collectifs, la voiture souffre de problèmes que ne connaît pas sa sœur. Un manque de place se fait sentir à l'intérieur du cockpit. Le coupé a également souffert de problèmes aérodynamiques avec l'accumulation d'air sur le toit, à tel point que les deux voitures ont perdu à plusieurs reprises leurs capots moteurs.
Pour preuve, si les deux coupés ont réalisé les 22e et 28e temps des essais, les deux barquettes ont obtenu les 9e et 11e places.
Malgré tout, la voiture est capable de signer des vitesses supérieures à 350 km/h dans les Hunaudières.
Les R8C ont été incapables de trouver des améliorations pendant le mois de préparation. Durant la qualification, les deux R8C ont obtenu les 20e et 23e place, pendant que les R8R étaient à nouveau 9e et 11e. Malheureusement pendant la course, tant les R8R que les R8C ont subi de nombreuses difficultés de boîte de vitesses. Les deux voitures abandonnent après 55 tours pour la n°9 et 198 tours pour la n°10. Même si les R8R ont également connu des problèmes, elles ont toutes les deux réussi à franchir la ligne d'arrivée, en prenant les 3e et 4e places.

## La suite du projet
À la suite de ces résultats, Audi a décidé de se concentrer exclusivement sur la préparation d'un prototype ouvert. Les faibles performances des deux protos fermés ainsi que l'exode des grands constructeurs de la catégorie LMGTP ont motivé la marque aux anneaux dans cette décision.
Ce projet ne sera cependant pas sans suite puisqu'en 2001, le groupe Volkswagen signe son retour dans cette catégorie via sa marque britannique avec la Bentley Speed 8. La R8C a servi de base à la création de la Bentley et lui a notamment fourni son moteur Audi V8 turbo-compressé.
Seuls deux Audi R8C furent produites, les châssis #101 et #102. Les 24 Heures du Mans 1999 furent leur seule compétition.